# 基地業務群 (第5航空団)
第5航空団基地業務群（だい5こうくうだんきちぎょうむぐん）は、新田原基地に所在する第5航空団隷下の部隊である。

## 概要
新田原基地における基地業務を任務とする。また「基地防空隊」を擁しており、各種防空火器（VADS・81式短距離地対空誘導弾・91式携帯地対空誘導弾・基地防空用地対空誘導弾）をもって敵航空機の攻撃からの基地防空の任にもあたっている。

## 部隊編成
- 群本部
- 第5基地防空隊
- 飛行場勤務隊
- 施設隊
  - 総括班
  - 作業小隊
  - 管理小隊
    - 電気班
    - 給汽班
    - 設備班

  - 消防小隊
- 通信隊
  - 総括班
  - 通信小隊
  - 整備小隊
- 管理隊
  - 輸送小隊
  - 警備小隊
- 業務隊
  - 総括班
  - 厚生班
  - 給養小隊
- 会計隊
- 衛生隊
  - 総括班
  - 診療班
  - 歯科診療班
  - 薬剤衛生資材班
  - 航空衛生班
  - 巡回診療班

## 主要幹部
| 官職名                  | 階級    | 氏名   | 補職発令日     | 前職                   |
| ----------------------- | ------- | ------ | -------------- | ---------------------- |
| 第5航空団基地業務群司令 | 1等空佐 | 千秋進 | 2017年07月20日 | 航空自衛隊幹部学校勤務 |

| 代 | 氏名               | 在職期間                        | 前職                                                | 後職                                            |
| -- | ------------------ | ------------------------------- | --------------------------------------------------- | ----------------------------------------------- |
|    | 大沢昭             | 0000年00月00日 - 1962年07月15日 |                                                     | 防衛大学校教授                                  |
|    | 畦森武 （2等空佐） | 1962年07月16日 - 0000年00月00日 | 航空自衛隊第3術科学校勤務                           |                                                 |
|    |                    | 0000年00月00日 - 0000年00月00日 |                                                     |                                                 |
|    | 小田隆文           | 0000年00月00日 - 1966年07月15日 |                                                     | 航空自衛隊幹部候補生学校第1教育部長             |
|    | 山本久徳           | 1966年07月16日 - 1968年07月15日 | 航空幕僚監部人事教育部人事課 人事第2班長            | 航空自衛隊幹部学校付                            |
|    | 藤沢保雄           | 1968年07月16日 - 1969年07月15日 | 航空自衛隊幹部学校付                                | 航空幕僚監部人事教育部付                        |
|    | 岩上健             | 1969年07月16日 - 1971年07月15日 | 航空自衛隊幹部学校付                                | 航空幕僚監部人事教育部勤務                      |
|    | 日高誠             | 1971年07月16日 - 1973年03月15日 | 航空幕僚監部監理部会計課予算班長                    | 第8航空団副司令                                 |
|    | 大島正男           | 0000年00月00日 - 1974年07月15日 |                                                     | 航空自衛隊補給統制処勤務                        |
|    | 吉川文泰           | 1974年07月16日 - 1974年12月04日 | 自衛隊石川地方連絡部長                              | 第5航空団副司令                                 |
|    | 伊藤竹二           | 0000年00月00日 - 1976年08月20日 |                                                     | 航空自衛隊第2補給処業務部長                     |
|    | 石丸龍清           | 1976年08月21日 - 1977年10月31日 | 航空幕僚監部人事教育部教育課 術科教育班長           | 西部航空警戒管制団副司令                        |
|    | 伊藤加津馬         | 0000年00月00日 - 1979年12月04日 |                                                     | 航空自衛隊幹部学校勤務                          |
|    | 中村脩司           | 0000年00月00日 - 1982年03月15日 |                                                     | 航空幕僚監部人事教育部厚生課勤務                |
|    | 大谷信             | 1982年03月16日 - 1983年07月31日 | 航空幕僚監部人事教育部教育課 実務訓練班長           | 航空幕僚監部人事教育部人事課 計画班長           |
|    | 近藤五朗           | 1983年08月01日 - 1985年07月31日 | 航空幕僚監部防衛部防衛課編成班長                    | 航空中央業務隊勤務                              |
|    | 伊藤文夫           | 1985年08月01日 - 1986年07月31日 | 航空幕僚監部防衛部施設課 施設基準班長               | 航空幕僚監部防衛部施設課計画班長                |
|    | 惠良俊美           | 1986年08月01日 - 1988年03月15日 | 航空幕僚監部監理部監理課監理班長                    | 南西航空混成団司令部監理部長                    |
|    | 御厨美至           | 1988年03月16日 - 1989年03月15日 | 南西航空施設隊司令                                  | 航空教育集団司令部装備部施設班長                |
|    | 木村忠信           | 1989年03月16日 - 1990年11月30日 | 航空幕僚監部人事教育部教育課 一般教育班長           | 南西航空警戒管制隊 南西防空管制群司令           |
|    | 石川芳夫           | 1990年12月01日 - 1993年03月15日 | 航空自衛隊幹部学校勤務                              | 航空幕僚監部人事教育部人事計画課 募集班長       |
|    | 管邦彦             | 1993年03月16日 - 1995年07月31日 | 中部航空警戒管制団第5警戒群司令 兼 串本分屯基地司令 | 南西航空警戒管制隊第56警戒群司令                |
|    | 田中伸芳           | 1995年08月01日 - 1998年07月31日 | 統合幕僚会議事務局第4幕僚室 年度班長                | 西部航空警戒管制団 西部防空管制群司令           |
|    | 早田優             | 1998年08月01日 - 2000年07月31日 | 航空幕僚監部人事教育部補任課 人事第2班長            | 航空総隊司令部総務部総務課長                    |
|    | 岡野忍             | 2000年08月01日 - 2001年07月31日 | 航空総隊司令部装備部施設課長                        | 北部航空施設隊司令                              |
|    | 廣中雅之           | 2001年08月01日 - 2003年11月30日 | 航空幕僚監部防衛部防衛課研究班長                    | 航空幕僚監部人事教育部厚生課長                  |
|    | 岩下寛             | 2003年12月01日 - 2006年08月03日 | 航空幕僚監部総務部総務課総務調整官 兼 総務班長      | 防衛研究所主任研究官                            |
|    | 出口潔             | 2006年08月04日 - 2008年07月31日 | 航空幕僚監部人事教育部厚生課 給与室長               | 自衛隊山口地方協力本部長                        |
|    | 阿部克巳           | 2008年08月01日 - 2009年12月09日 | 航空幕僚監部運用支援・情報部情報課 計画班長         | 航空幕僚監部運用支援・情報部情報課 情報運用室長 |
|    | 伯川孝明           | 2009年12月10日 - 2010年11月30日 | 航空支援集団司令部装備部補給課長                    | 北関東防衛局宇都宮防衛事務所長                  |
|    | 福岡豊             | 2010年12月01日 - 2012年03月31日 | 航空自衛隊第1補給処立川支処長 兼 立川分屯基地司令   | 航空中央業務隊付                                |
|    | 菅原政弘           | 2012年04月01日 - 2014年07月31日 | 航空幕僚監部防衛部情報通信課 情報通信運用班長       | 統合幕僚監部防衛計画部防衛課 防衛調整官         |
|    | 新谷和也           | 2014年08月01日 - 2015年07月31日 | 航空総隊司令部総務部総務課長                        | 第7航空団付                                     |
|    | 和田竜一           | 2015年08月01日 - 2017年07月19日 | 航空幕僚監部総務部会計課経理班長                    | 航空幕僚監部人事教育部厚生課 給与室長           |
|    | 千秋進             | 2017年07月20日 -                | 航空自衛隊幹部学校勤務                              |                                                 |